# Coregonus peled
Coregonus peled és una espècie de peix de la família dels salmònids i de l'ordre dels salmoniformes.

## Morfologia
Els mascles poden assolir 50 cm de llargària total i 5 kg de pes.

## Alimentació
Menja zooplàncton (principalment, crustacis), animals bentònics (larves d'insectes, musclos i algues) i insectes de la superfície de l'aigua.

## Depredadors
És depredat per Esox lucius, Lota lota i Perca fluviatilis.

## Distribució geogràfica
Es troba a Euràsia: Rússia.

## Longevitat
Viu fins als 13 anys.